# Li Stadelmann
Li Stadelmann (* 2. Februar 1900 Würzburg; † 17. Januar 1993 Gauting) war eine deutsche Pianistin, Cembalistin und Musikpädagogin.

## Leben
Stadelmann war Tochter des Psychiaters Heinrich Stadelmann. Sie absolvierte eine Ausbildung zur Pianistin und Cembalistin und gab im Anschluss zahlreiche Konzerte in Deutschland sowie dem europäischen Ausland. Sie war von 1921 bis in die 1960er Jahre Dozentin an der Hochschule für Musik und Theater in München. Stadelmann stand 1944 in der Gottbegnadeten-Liste des Reichsministeriums für Volksaufklärung und Propaganda.
Ihr musikalisches Schaffen galt der Aufführung und kompositorischen Bearbeitung der Werke alter Meister, insbesondere Johann Sebastian Bach. Sie spezialisierte sich als Vertreterin von Historischer Aufführungspraxis auf die Interpretation von Stücken auf alten Originalinstrumenten, beispielsweise ab 1954 auf das Spiel des Hammerklaviers.
In vielen deutschen und ausländischen Sendern wurden ihre Darbietungen aufgenommen. Es erschienen zahlreiche Schallplatten.